# Heelagodu, Hosanagara
Heelagodu là một làng thuộc tehsil Hosanagara, huyện Shimoga, bang Karnataka, Ấn Độ.